# Aranyes en la cultura popular

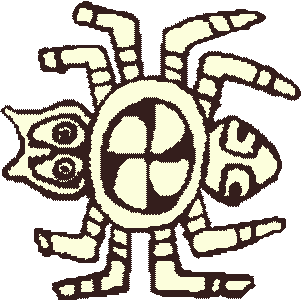
Imatge precolombina d'una aranya realitzada en una petxina en el jaciment arqueològic Great Mound a Spiro, Oklahoma.

Al llarg de la història, són moltes les mostres de les aranyes en la cultura popular, ja sigui en propis relats històrics, mitològics, simbòlics etc. Des de la mitologia grega fins al folklore africà, les aranyes han estat utilitzades en la cultura humana per representar diverses coses i de fet el seu ús encara persisteix en l'actualitat amb personatges com l'aranya Shelob del llibre El Senyor dels Anells i Spiderman (l'home aranya), en la sèrie de còmics homònima. Les aranyes s'han utilitzat per representar la paciència, a causa de les seves tècniques de caça basades a teixir xarxes i esperar que caigui alguna presa, així com la maldat pel seu verí i la mort lenta que causa aquest. El verí de les aranyes simbolitza també una maledicció.
A pesar que no totes les aranyes teixeixen teles geomètriques (encara que totes són capaces de produir seda), se'ls atribueix en nombroses cultures ser l'origen d'activitats com la cistelleria, treball amb nusos, teixit, filat i fabricació de xarxes. Les aranyes estan també molt representades en el folklore i la mitologia. El filat també és evident en l'etimologia dels termes religió, ioga, tantra i Urd). Actualment, termes com "internet" o World Wide Web evoquen la interconnectivitat d'una tela d'aranya.

## Les aranyes en el folklore i la mitologia
Les aranyes han pres part en rondalles mitològiques des de temps immemorials al llarg de tothom. Aquesta presència en nombroses cultures està relacionada sens dubte amb la distribució cosmopolita dels aràcnids. De fet, les aranyes es poden trobar pràcticament en tots els ecosistemes terrestres i, gràcies a això han entrat en la consciència del món.
En l'Antic Egipte, les aranyes estaven relacionades amb la deessa Neith en la seva faceta de filadora i teixidora de destinacions. Aquest nexe va continuar posteriorment amb la deessa babilònica Ixtar i la grega Atena.

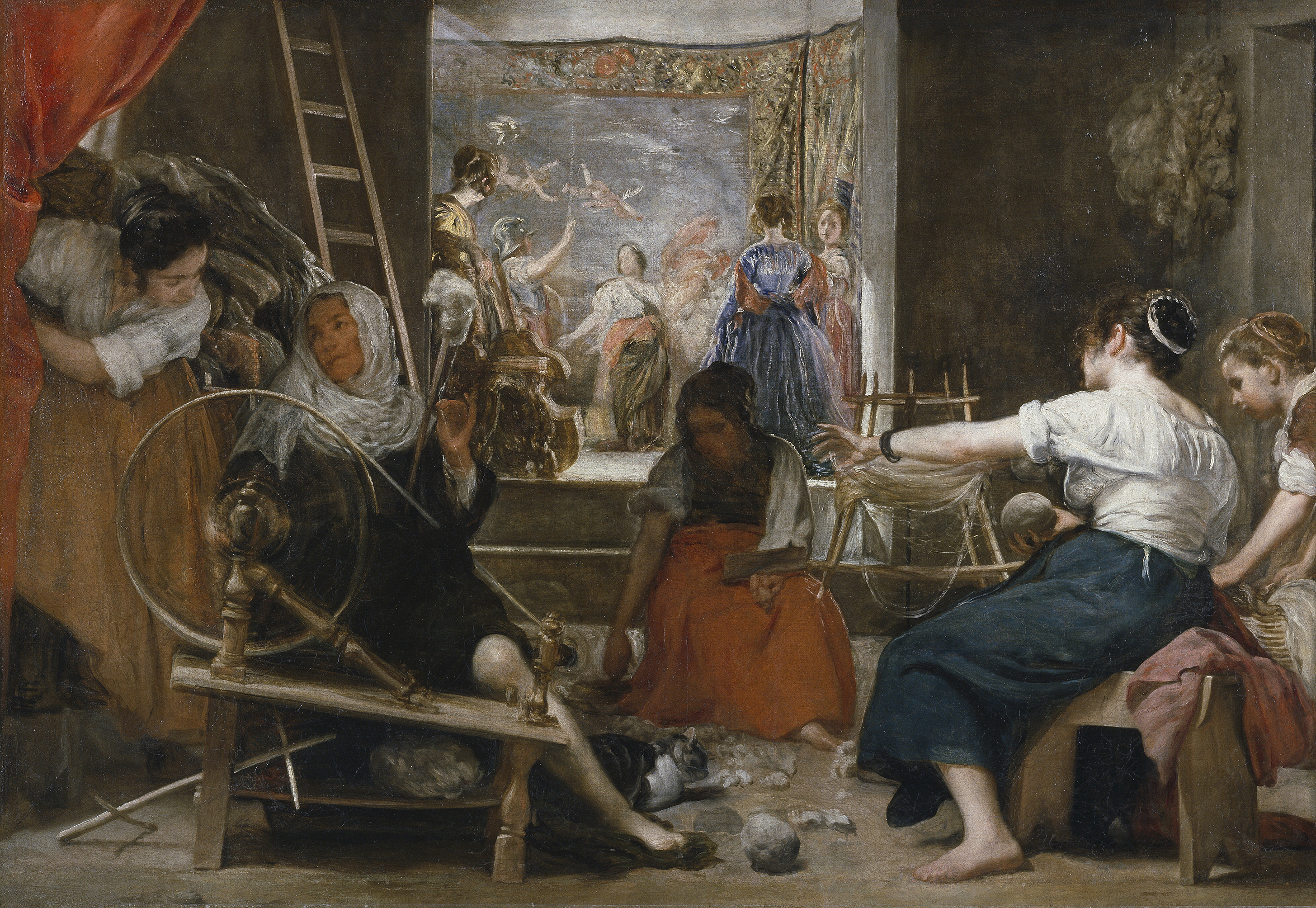
Les filadores (La rondalla d'Aracne): representació del mite per Velázquez.

La llegenda antiga més famosa de totes és la història que explica la competició que van dur a terme la deessa grega Atena i la princesa Aracne. Aquesta rondalla es va incorporar a la mitologia grega molt més tard, quan Ovidi va escriure el seu famós poema Les Metamorfosis, entre el 2-8 AD. Aracne era la filla del famós tintorer de Hypaia (Lidia), Ídmon, famós pel seu ús de la porpra de Tir. A causa de la professió del seu pare, Aracne es va fer famosa per les seves habilitats en l'art del teixit i brodat. Amb el temps, ella va començar a considerar-se la millor teixidora, millor fins i tot que la pròpia deessa Atena. La deessa, coneguda al llarg de la mitologia grega per la seva irascibilitat es va disfressar d'anciana i va anar a veure a Aracne, per comprovar el lluny que arribaven les presumpcions de la jove. Quan va veure els seus tapissos, la deessa va dubtar que anessin de la seva mà al que Aracne va respondre que la seva habilitat teixint era comparable a la dels déus. Atena va voler donar una última oportunitat de redimir-se a Aracne i li va advertir que no enfadés als déus. Aracne es mofà del seu consell i va continuar dient que li agradaria participar en una competició de teixit amb la pròpia Atena per poder provar les seves habilitats. Atena llavors es va donar a conèixer davant ella i va acceptar el repte. La deessa va teixir una escena que representava la seva victòria sobre Posidó, mentre que la jove mortal va escollir per al seu tapís una representació dels vint-i-dos episodis d'infidelitat dels Déus de l'Olimp, la qual cosa va enfuriar a Atena encara més.
Malgrat reconèixer que l'obra d'Aracne era perfecta, Atena es va posar tan furiosa per la falta de respecte de la jove cap als déus que, en un moment de ràbia, va destruir el tapís d'Aracne. Aquesta, plena de tristesa, va tractar de suïcidar-se poc després. Sentint pena de la jove, Atena la va transformar en aranya abans que pogués matar-se, però assegurant-se que l'aranya conservés l'habilitat d'Aracne teixint; d'aquesta forma van explicar l'origen de les aranyes en l'antiguitat i, de fet, "Arachne" significa "aranya" en grec antic(αράχνη).
En el folklore africà, l'aranya està personificada per Anansi, el déu mentider i més tard un personatge de la mitologia africana. Altres noms alternatius pels quals es coneix són Kwaku Ananse a Àfrica oriental, traduït a l'anglès com la "tia Nancy" (o "germana Nancy"), una variant que es troba específicament en algunes de les illes de les Índies Orientals, Sud-amèrica i els Estats Units. En altres cultures, com els Lakota (indis americans natius), l'aranya està present com el déu Iktomi, que es representa de vegades amb la forma de l'animal. En la mitologia dels pobles natius americans, l'aranya es troba de nou en la llegenda del naixement de la constel·lació Gosa Major. Segons aquesta llegenda, set homes es van transformar en estels i van pujar al paradís grimpant per una tela d'aranya desenrotllada. Era habitual també la representació de les aranyes en les seves manifestacions artístiques, com les dels nadius de Perú. Una de les més conegudes Línies de Nasca és precisament una aranya d'enormes proporcions.

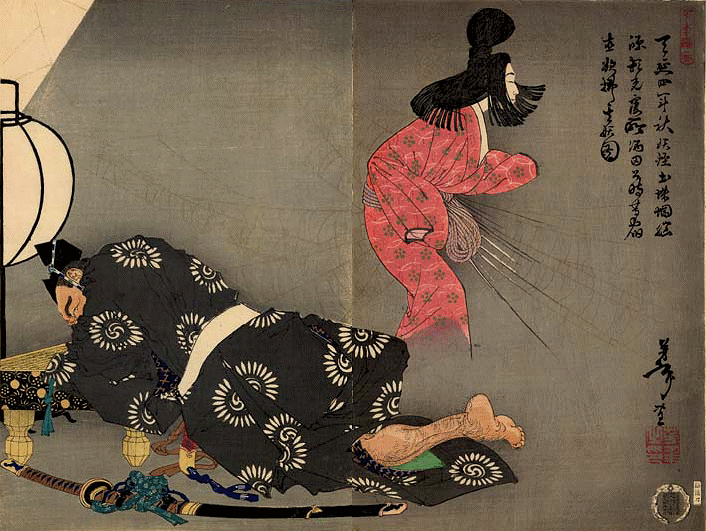
Una dona tsuchigumo (a dalt a la dreta), representada en un gravat en fusta de 1887 per Yoshitoshi.

Els tsuchigumo (traduït com "les aranyes de la Terra") del Japó, van ser tant un grup ètnic mitològic que es creia vivia en els Alps japonesos, com una criatura mítica sobrenatural, encarnada pel personatge Minamoto no Raiko, encara que aquest nom ha estat usat àmpliament també per bandits i lladres.
Es creia que els tsuchigumo vivien en cavernes situades sota les muntanyes, i els tsuchigumo en la llegenda de Minamoto no Raiko eren capaces d'adoptar la cara d'un noi o una dona depenent de la versió de la història. Minamoto va ser atret a una casa mentre buscava un objecte mític, una calavera geganta, quan un tsuchigumo disfressat de jove intenta fetillar-ho. Minamoto s'aconsegueix lliurar en copejar al tsuchigumo amb l'espasa en adonar-se de la jugada. Minamoto descobreix que està cobert de tela d'aranya, i després de rastrejar al jove, descobreix que en realitat ell és una aranya geganta, o tsuchigumo.
En èpoques menys remotes, en la famosa llegenda del rei Robert I d'Escòcia l'aranya apareix com a símbol d'esperança. Els historiadors no estan convençuts de la veracitat de la llegenda i creuen que la llegenda és apòcrifa, però en ella Bruce (el rei Robert I), mentre lluitava contra els anglesos, es va veure obligat a refugiar-se en una cova després d'una sèrie de fracassos militars. Mentre estava amagat en la cova, va veure una aranya. L'aranya tracta d'ascendir pel seu fil però no ho aconseguia fins que, després de diversos intents, ho va aconseguir. Considerant això un símbol d'esperança i perseverança, Bruce va deixar d'amagar-se. Finalment Bruce va guanyar la independència d'Escòcia i molts autors citen l'Illa de Rathlin com el lloc en el qual es va forjar la llegenda.
La notorietat de les aranyes ha arribat tan lluny que fins i tot han estat comparades amb els vampirs, tots dos sent capaços d'atreure i atrapar les seves preses abans de deixar-los sense vida. Com els aràcnids, es creu que els vampirs també poden escalar parets i roques, i posseeixen uns ullals semblants.

## Les aranyes en la literatura
Les aranyes han format part des de fa molts segles en poemes èpics, com Les Metamorfosis d'Ovidi, escrit aproximadament fa dos mil·lennis. En la literatura recent han format part del món literari de l'escriptor britànic J. R. R. Tolkien, que quan començava a caminar, va ser picat per una taràntula en el jardí de la seva casa en Bloemfontein (Sud-àfrica), un esdeveniment que alguns asseguren té paral·lels en les seves històries, malgrat que Tolkien va admetre no tenir cap record de l'accident ni por a les aranyes d'adult. Sense una identitat marcada, Tolkien ja utilitza les aranyes en la novel·la El hòbbit. En ella, unes aranyes gegantes infesten un gran bosc anomenat el Bosc Llobregós i ataquen als principals personatges de la història, capturant-ne uns quants. En la novel·la El Senyor dels Anells, Shelob és un dels antagonistes; per posteriorment en la seva obra pòstuma El Silmaríl·lion donar a conèixer l'origen del llinatge de les aranyes gegantes amb Ungòliant com la primera d'aquestes criatures.
Altres autors també han utilitzat posteriorment les aranyes com a personatges, com en la novel·la per a nens Charlotte's Web (La teranyina de Carlota, 1952), d'I. B. White i el llibre Harry Potter i la Càmera dels Secrets, de J. K. Rowling, en el qual apareix l'aranya Aragog. En la novel·la de terror de Stephen King, It, el personatge principal (un monstre alienígena que canvia de forma anomenat Pennywise), es transforma en una gegantesca aranya gairebé al final del llibre.

### Les aranyes al món del còmic i el manga
En les novel·les gràfiques les aranyes juguen sovint el paper de símbols o àlter ego de superherois o vilans a causa de les seves fortaleses i febleses. Un dels personatges de còmic més notables, que ha pres el seu nom i identitat de les aranyes és sens dubte el superheroi Spiderman. Després de sofrir accidentalment la picada d'una aranya radioactiva, Peter Parker (nom real del personatge) té l'habilitat per grimpar per murs i sostres, així com uns sentit especial (el seu famós "sentit aràcnid") que, a manera de sisè sentit, li avisa de perills imminents, i uns reflexos instantanis. Durant la saga, els seus creadors, Stan Lee i el dibuixant Steve Ditko, van introduir altres personatges basats en aranyes, com Spider-woman (la dona aranya), Spider-Girl, Scarlet Spider (l'aranya escarlata), Venom, Aranya, i la Taràntula.
Altres sagues expliquen també amb personatges inspirats en aranyes, com Aracne (tarantura no Aracne) és un personatge de Saint Seiya, Aracne és un Cavaller de Plata que apareix només en els anime, també Black spider (l'aranya negra), de l'univers de Batman, o en manga i anime, com els personatges de la saga Pokémon Spinarak i Ariados; o en digimon Dokugumon i Arukenimon o la sèrie Naruto, en la qual el personatge Kidomaru és un ninja inspirat en aranyes.

## Les aranyes al cinema i la televisió
Tant en cinema com en televisió, les aranyes han estat presents des de fa moltes dècades, especialment en pel·lícules de terror, que s'han servit d'elles per causar por entre el públic, sobretot entre els quals tenen aracnofòbia (pànic a les aranyes). Entre les pel·lícules que s'han aprofitat del rebuig general cap a les aranyes estan Taràntula (1955), realitzada aprofitant l'ona de por cap a la radiació que tenien els nord-americans; El regne de les aranyes ("Kingdom of the Spiders"), pel·lícula de 1977 protagonitzada per William Shatner, compte un món en el qual les aranyes ataquen als humans després que les seves preses naturals hagin estat exterminades per pesticides; Aracnofòbia (1990), en les aranyes es multipliquen i terroritzen un grup de persones; i més recentment Arac attack ("Eight legged freaks", 2002) en la qual un grup d'aranyes muten amb residus radioactius i ataquen a una població propera.
A més d'aquestes pel·lícules, també destaquen les adaptacions d'alguns dels llibres citats anteriorment, com El Senyor dels Anells, Harry Potter i la càmera secreta, (una espècie d'aranya fictícia anomenada acromàntula), La teranyina de Carlota (Charlotte's web) o la trilogia de Spider-Man.

## L'aranya de les línies de Nazca
En els famosos geoglifs de Nazca apareix una aranya de la família dels ricinulis. Crida l'atenció que les espècies d'aquesta família no es troben sinó 1500 més al nord, en l'Amazones, en zones pràcticament inaccessibles.

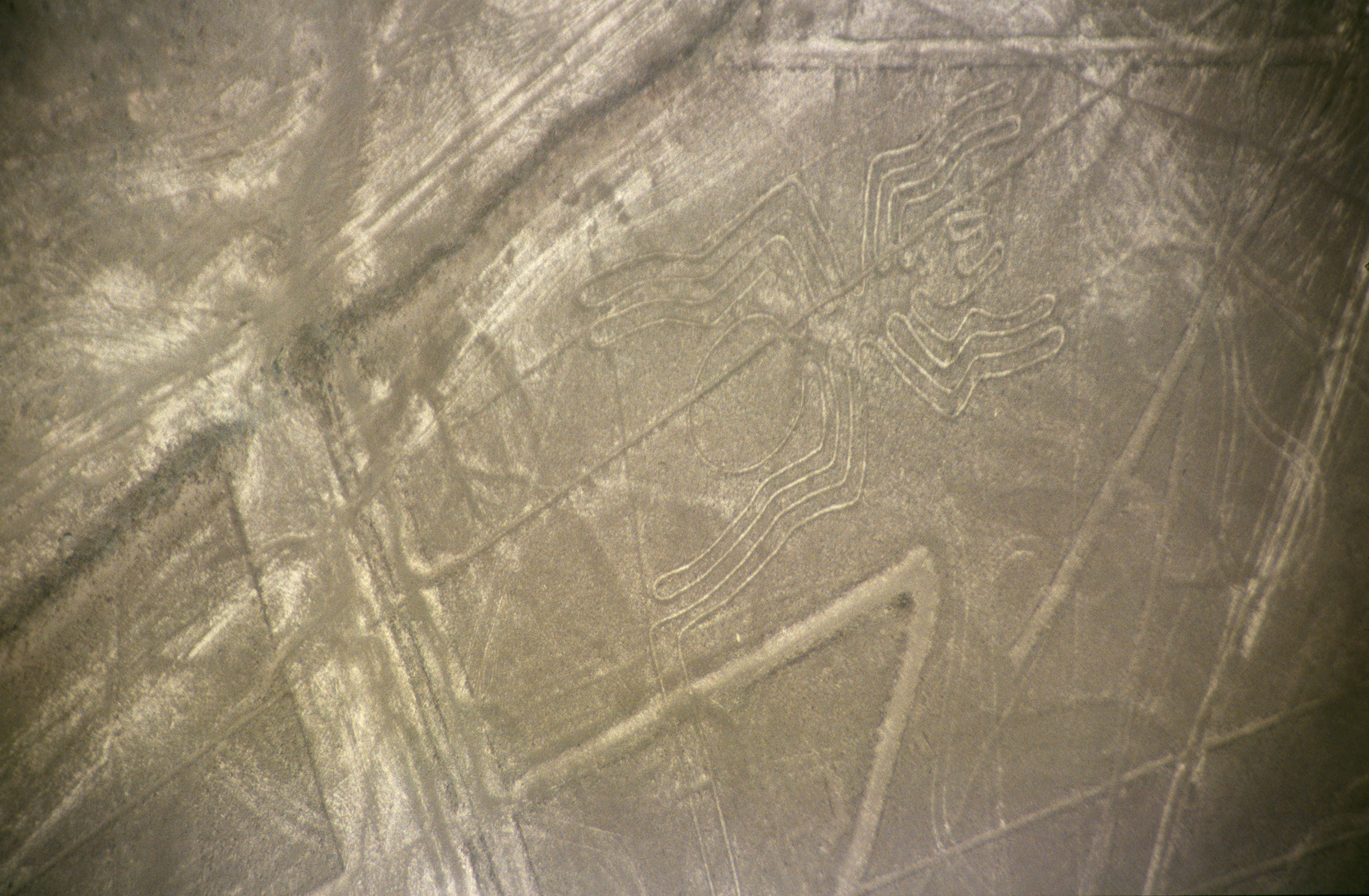